# Bryconamericus macarenae
Bryconamericus macarenae är en fiskart som beskrevs av Román-valencia, García-alzate, Ruiz-c., Taphorn B. 2010. Bryconamericus macarenae ingår i släktet Bryconamericus och familjen Characidae. Inga underarter finns listade.